# Frederik 1. af Pfalz
Frederik 1., også kaldet Frederik den Sejrrige (tysk: Friedrich der Siegreiche), (født 1. august 1425 i Heidelberg, død 12. december 1476 i Heidelberg) var kurfyrste af Pfalz fra 1451 til 1476. Han tilhørte fyrstehuset Wittelsbach.